# Liste der Baudenkmäler in Hunding (Niederbayern)

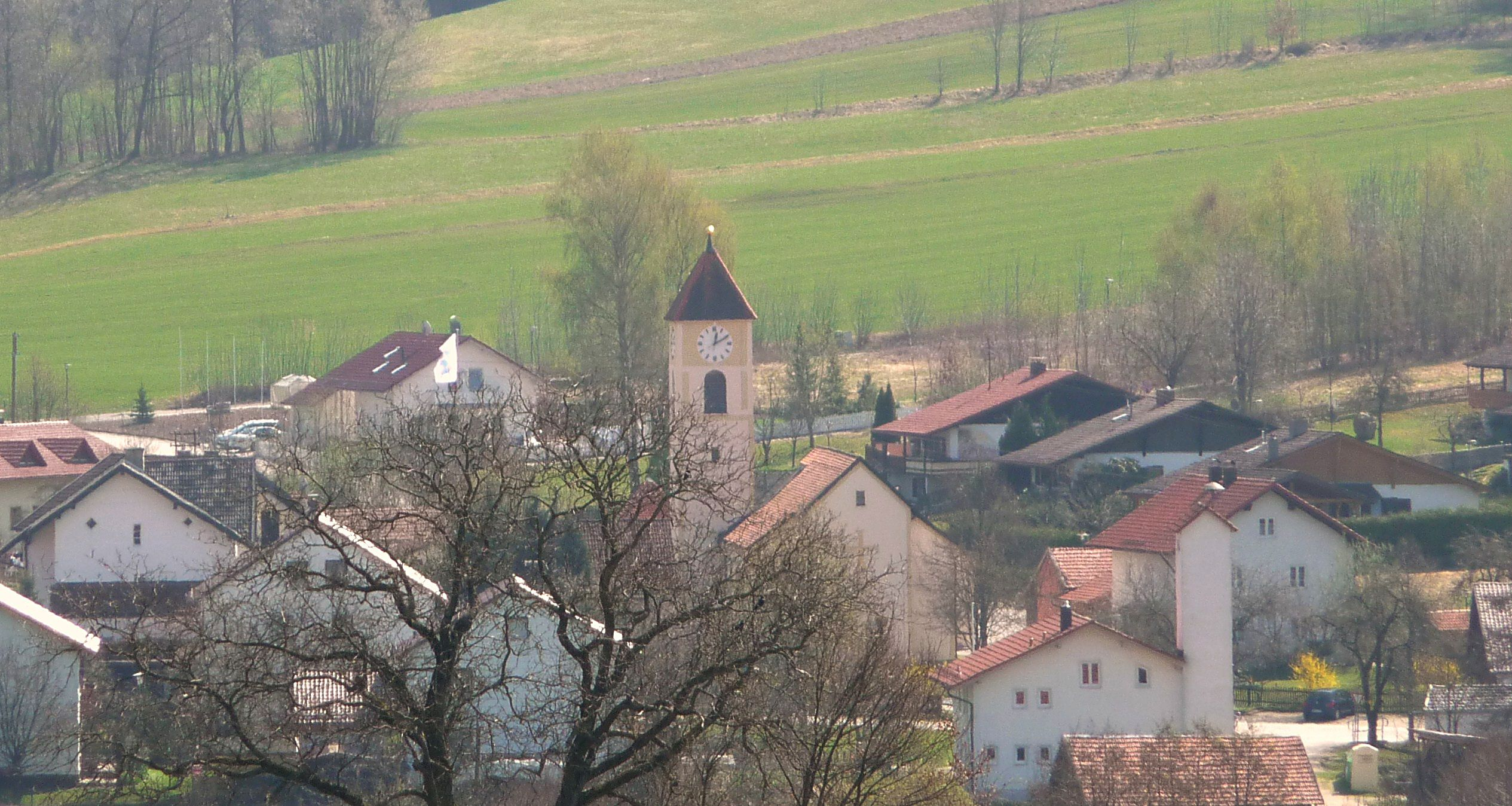
Blick auf Hunding

Auf dieser Seite sind die Baudenkmäler in der niederbayerischen Gemeinde Hunding zusammengestellt. Diese Tabelle ist eine Teilliste der Liste der Baudenkmäler in Bayern. Grundlage ist die Bayerische Denkmalliste, die auf Basis des Bayerischen Denkmalschutzgesetzes vom 1. Oktober 1973 erstmals erstellt wurde und seither durch das Bayerische Landesamt für Denkmalpflege geführt wird. Die folgenden Angaben ersetzen nicht die rechtsverbindliche Auskunft der Denkmalschutzbehörde.

## Baudenkmäler nach Ortsteilen

### Gneisting
| Lage                      | Objekt  | Beschreibung                                            | Akten-Nr.             | Bild |
| ------------------------- | ------- | ------------------------------------------------------- | --------------------- | ---- |
| Nähe Buchenweg (Standort) | Kapelle | kleiner Satteldachbau, 19. Jahrhundert; mit Ausstattung | D-2-71-126-3 Wikidata | BW   |

### Kieflitz
| Lage                   | Objekt    | Beschreibung                                                             | Akten-Nr.             | Bild |
| ---------------------- | --------- | ------------------------------------------------------------------------ | --------------------- | ---- |
| In Kieflitz (Standort) | Erdkeller | kleiner Satteldachbau, Bruchsteinmauerwerk, erste Hälfte 19. Jahrhundert | D-2-71-126-5 Wikidata | BW   |

### Rohrstetten
| Lage                                            | Objekt             | Beschreibung | Akten-Nr.             | Bild               |
| ----------------------------------------------- | ------------------ | --- | --------------------- | ------------------ |
| Bergstraße 1 (Standort)                         | Waldlerhaus        | Flachsatteldachbau mit Blockbau-Kniestock und Giebelschrot, 18./19. Jahrhundert | D-2-71-126-7          | Waldlerhaus        |
| Dorfstraße 8 (Standort)                         | Bauernhaus         | Flachsatteldachbau mit Blockbau-Obergeschoss über Bruchstein-Erdgeschoss und Giebelschrot am zurückversetzten Giebelteil, Ende 18. Jahrhundert; Stallstadel, erdgeschossiger Bruchsteinbau mit hölzernem Kniestock und Flachsatteldach, Ende 18. Jahrhundert | D-2-71-126-6 Wikidata | Bauernhaus         |
| In Rohrstetten (Standort)                       | Kapelle            | Satteldachbau mit Dachreiter, wohl drittes Viertel 19. Jahrhundert; mit Ausstattung | D-2-71-126-8 Wikidata | Kapelle            |
| Nähe Rohrstetten; Zuedinger Straße 3 (Standort) | Totenbrettergruppe | mit Kruzifix, 19./20. Jahrhundert; an der Straße nach Lalling | D-2-71-126-9 Wikidata | Totenbrettergruppe |

### Sondorf
| Lage                    | Objekt  | Beschreibung                                                                   | Akten-Nr.              | Bild |
| ----------------------- | ------- | ------------------------------------------------------------------------------ | ---------------------- | ---- |
| Eschbügelweg (Standort) | Kapelle | Satteldachbau mit Dachreiter, zweites Viertel 19. Jahrhundert; mit Ausstattung | D-2-71-126-12 Wikidata | BW   |

### Zueding
| Lage                                        | Objekt                | Beschreibung | Akten-Nr.              | Bild               |
| ------------------------------------------- | --------------------- | --- | ---------------------- | ------------------ |
| Obstgartenstraße 1 (Standort)               | Totenbrettergruppe    | mit Kruzifix, 19./20. Jahrhundert; westlich an der Straße nach Lalling | D-2-71-126-15 Wikidata | Totenbrettergruppe |
| Obstgartenstraße 9; Vorbergweg 1 (Standort) | Ehemaliges Bauernhaus | zweigeschossiger, teilweise ausgemauerter Blockbau mit Satteldach, zweiseitig umlaufendem Schrot und Giebelschrot, wohl zweite Hälfte 18. Jahrhundert, Dach modern aufgesteilt | D-2-71-126-13 Wikidata | BW                 |